# Gabrielle Fontan
Pour les articles homonymes, voir Fontan et Marie-Joséphine.
Gabrielle Fontan, née le 16 avril 1873 à Bordeaux et morte le 8 septembre 1959 à Juvisy-sur-Orge, est une actrice française.

## Biographie
Dans les années 1920, elle crée son propre cours d'art dramatique. En 1927, Charles Dullin lui demande de jouer dans le film Maldone de Jean Grémillon. À l'âge de 54 ans, elle entame une longue carrière au cinéma. Habituée des petits rôles, elle déploie sur trois décennies son talent d'actrice de composition dans des personnages aussi variés que concierge, mercière, femme de ménage, clocharde, religieuse ou directrice d'école. Elle tourne plusieurs films aux côtés de Jean Gabin et Gérard Philipe.
Elle repose au cimetière parisien de Pantin (139e division).

## Filmographie
- 1927 : Le Sous-marin de cristal de Marcel Vandal : la concierge
- 1928 : Maldone de Jean Grémillon : la fermière
- 1929 : Ces dames aux chapeaux verts d'André Berthomieu : Rosalie
- 1929 : Gardiens de phare de Jean Grémillon : la mère de Marie
- 1929 : Le crime de Sylvestre Bonnard d'André Berthomieu : voix uniquement, pour la version sonorisée
- 1930 : La Vie miraculeuse de Thérèse Martin de Julien Duvivier : une carmélite
- 1931 : Daïnah la métisse court métrage de Jean Grémillon : Berthe
- 1931 : Mon ami Victor d'André Berthomieu : Tante Ursule
- 1931 : Coquecigrole d'André Berthomieu : Madame Bien
- 1931 : Gagne ta vie d'André Berthomieu
- 1932 : Un beau jour de noces court métrage de Maurice Cammage : Madame Mouchu
- 1932 : Le Petit Babouin court métrage de Jean Grémillon
- 1932 : Pour un sou d'amour de Jean Grémillon
- 1932 : Mimi Pandore court métrage de Roger Capellani
- 1933 : Gonzague ou L'accordeur court métrage de Jean Grémillon
- 1934 : Toto de Jacques Tourneur : la logeuse
- 1934 : L'Or dans la rue de Kurt Bernhardt : la mère de Pierre
- 1934 : Un drôle de locataire court métrage de René Pujol
- 1934 : Les Misérables de Raymond Bernard : la vieille dame sur le passage du cortège
- 1934 : N'aimer que toi d'André Berthomieu
- 1935 : Pluie d'or de Willy Rozier
- 1935 : La Petite Sauvage de Jean de Limur
- 1935 : L'école des cocottes de Pierre Colombier
- 1935 : Jim la Houlette d'André Berthomieu : la servante du curé
- 1936 : Le Secret de Polichinelle d'André Berthomieu : la servante de M.Trévoux
- 1936 : Partie de campagne moyen métrage de Jean Renoir : la grand-mère
- 1936 : Le Mort en fuite d'André Berthomieu : la concierge
- 1936 : La vie est à nous de Jean Renoir : Madame Lecocq
- 1937 : Vous n'avez rien à déclarer ? de Léo Joannon : une invitée au mariage
- 1937 : Titin des Martigues de René Pujol
- 1937 : Le Temps des cerises de Jean-Paul Le Chanois : Antoinette
- 1937 : Ces dames aux chapeaux verts de Maurice Cloche : Rosalie
- 1937 : Un carnet de bal de Julien Duvivier : Rose, la bonne de Madame Audié
- 1938 : Ramuntcho de René Barberis : Pilar Doyamboru
- 1938 : Le Petit Chose de Maurice Cloche : Madame Lalouette
- 1938 : Entrée des artistes de Marc Allégret : une mère
- 1938 : Ça... c'est du sport de René Pujol
- 1939 : La Fin du jour de Julien Duvivier : Madame Jambage
- 1939 : Macao, l'enfer du jeu de Jean Delannoy
- 1939 : Entente cordiale de Marcel L'Herbier : une dame de la Cour
- 1939 : Le Veau gras de Serge de Poligny : Madame Vachon
- 1939 : Le jour se lève de Marcel Carné : la vieille dame dans l'escalier
- 1940 : Les Musiciens du ciel de Georges Lacombe
- 1940 : L'Empreinte du dieu de Léonide Moguy
- 1941 : Le Duel de Pierre Fresnay : la gouvernante
- 1941 : Premier Bal de Christian-Jaque : Marie
- 1941 : Péchés de jeunesse  de Maurice Tourneur : l'habilleuse
- 1942 : Le Moussaillon de Jean Gourguet : Louise
- 1942 : Les Inconnus dans la maison de Henri Decoin : Fine, la servante de la maison
- 1942 : La Fausse Maîtresse d'André Cayatte  : Madame Carbonnel
- 1942 : Huit Hommes dans un château de Richard Pottier  : l'aubergiste
- 1943 : Picpus de Richard Pottier : la sœur de Le Cloaguen
- 1943 : À la belle frégate d'Albert Valentin : la cartomancienne
- 1943 : Le Voyageur de la Toussaint de Louis Daquin : la vieille aubergiste
- 1943 : La Main du diable de Maurice Tourneur : la chiromancienne
- 1943 : Madame et le Mort de Louis Daquin : la concierge de Le Noir
- 1943 : Mademoiselle Béatrice de Max de Vaucorbeil : Angèle
- 1943 : Les Roquevillard de Jean Dréville : La Fauchois
- 1943 : L'Escalier sans fin de Georges Lacombe : Madame Bizet
- 1943 : Le Val d'enfer de Maurice Tourneur : la mère Bienvenu
- 1943 : Douce de Claude Autant-Lara : Estelle
- 1943 : Un seul amour de Pierre Blanchar : Rosalie
- 1943 : Ceux du rivage de Jacques Séverac
- 1944 : Le Voyageur sans bagage de Jean Anouilh : la mère Lampion
- 1944 : La Collection Ménard de Bernard Roland : la concierge
- 1944 : Service de nuit de Jean Faurez : Maria
- 1944 : Le Merle blanc de Jacques Houssin : la logeuse
- 1945 : François Villon de André Zwoboda : la Villonne
- 1945 : Boule de Suif de Christian-Jaque : Madame Follenvie, la femme de l'aubergiste
- 1945 : Les Caves du 'Majestic' de Richard Pottier : la vieille bonne
- 1946 : Lunegarde de Marc Allégret
- 1946 : Le Dernier Sou d'André Cayatte : Madame Durban
- 1946 : Sylvie et le Fantôme de Claude Autant-Lara : Mariette
- 1946 : Jericho de Henri Calef : Madame Michaud
- 1946 : Les J3 de Roger Richebé
- 1946 : Messieurs Ludovic de Jean-Paul Le Chanois : la concierge des Thibaut
- 1946 : Étrange Destin de Louis Cuny : Madame Dutain
- 1946 : Son dernier rôle de Jean Gourguet
- 1946 : Pétrus de Marc Allégret : Madame Brissot, la vendeuse de journaux
- 1946 : Les Portes de la nuit de Marcel Carné : la vieille
- 1946 : Destins de Richard Pottier : la faiseuse de réussites
- 1946 : Le diable au corps de Claude Autant-Lara
- 1947 : La Colère des dieux de Carl Lamac : la grand-mère
- 1947 : Plume la poule de Walter Kapps
- 1947 : Torrents de Serge de Poligny : Maria
- 1947 : La Maison sous la mer de Henri Calef : la commère
- 1947 : Vertiges de Richard Pottier : la malade
- 1947 : Monsieur Vincent de Maurice Cloche : la vieille sourde du presbytère de Châtillon
- 1948 : Le Pain des pauvres (Vertigine d'amore) de Luigi Capuano
- 1948 : L'amorede Roberto Rossellini et Marcello Pagliero : la grand-mère dans le sketch Le Miracle (Il miracolo)
- 1948 : Après l'amour de Maurice Tourneur : Catou
- 1948 : Le Dessous des cartes d'André Cayatte : la mère de Florence
- 1948 : L'Homme de la Tour Eiffel (The man of the Eiffel tower) de Burgess Meredith : la mère
- 1949 : Une si jolie petite plage d'Yves Allégret : la vieille
- 1949 : Rapide de nuit de Marcel Blistène : la mère aux chats
- 1949 : Manon de Henri-Georges Clouzot : la vendeuse à la toilette
- 1949 : Les Joyeux conscrits (La Bataille du feu) de Maurice de Canonge : la vieille
- 1950 : La Marie du port de Marcel Carné : une commère
- 1950 : Julie de Carneilhan de Jacques Manuel : la concierge
- 1950 : Quai de Grenelle d'Emile-Edwin Reinert : la vieille dame
- 1950 : Juliette ou la Clé des songes de Marcel Carné : la patronne de la confiserie
- 1951 : La Vie chantée de Noël-Noël : la tante
- 1951 : Deux sous de violettes de Jean Anouilh : la concierge
- 1952 : La Jeune Folle d'Yves Allégret : Sœur Patricia
- 1954 : Le Grand Jeu de Robert Siodmak : Sœur Donatienne
- 1954 : Les hommes ne pensent qu'à ça d'Yves Robert : la vieille dame dans l'escalier
- 1954 : Huis clos de Jacqueline Audry
- 1955 : Le Dossier noir d'André Cayatte : la logeuse
- 1955 : Les Grandes Manœuvres de René Clair : Mélanie, la bonne des Duverger
- 1956 : Papa, maman, ma femme et moi de Jean-Paul Le Chanois : la directrice de l'école
- 1956 : Voici le temps des assassins de Julien Duvivier : Madame Jules, la vieille servante
- 1956 : Mon curé chez les pauvres de Henri Diamant-Berger : Madame Goumet, une locataire
- 1956 : Trapèze "Trapeze" de Carol Reed : la vieille dame
- 1956 : En effeuillant la marguerite de Marc Allégret : la professeur de musique
- 1956 : Le Pays d'où je viens de Marcel Carné : une dame à l'église
- 1956 : Paris, Palace Hôtel de Henri Verneuil : Madame Grillon, la concierge de Françoise
- 1956 : Les Aventures de Till L'Espiègle de Gérard Philipe et Joris Ivens : la grand-mère
- 1956 : Crime et Châtiment de Georges Lampin : Madame Orvet, l'usurière
- 1957 : Bonjour Toubib de Louis Cuny : Madeleine Blaise
- 1957 : Porte des Lilas de René Clair : Madame Sabatier, fripière
- 1957 : L'Amour est en jeu ou Ma femme, mon gosse et moi de Marc Allégret : Émilie
- 1957 : Pot-Bouille de Julien Duvivier : Madame Lidoux, la femme de charge
- 1957 : Cerf-volant du bout du monde de Roger Pigaut et Wang Kia-Yi : la concierge
- 1958 : Les Misérables de Jean-Paul Le Chanois : la supérieure du couvent
- 1958 : Premier mai ou Le père et l'enfant de Luis Saslavsky : Madame Lurde
- 1958 : Un certain monsieur Jo de René Jolivet : Madame Michel
- 1958 : Sois belle et tais-toi de Marc Allégret : la grand-mère de Jean
- 1958 : Chéri, fais-moi peur de Jack Pinoteau : la dame qui remet le prix
- 1958 : En légitime défense d'André Berthomieu : la concierge
- 1958 : Mon coquin de père de Georges Lacombe : Estelle
- 1958 : En cas de malheur de Claude Autant-Lara : Madame Langlois
- 1958 : Les Tricheurs de Marcel Carné : la logeuse de Mick
- 1959 : Pourquoi viens-tu si tard ? de Henri Decoin : Madame Arduin
- 1959 : Julie la rousse de Claude Boissol : Madame Michon, la concierge
- 1959 : Les Amants de demain de Marcel Blistène : la vieille
- 1959 : Maigret et l'affaire Saint-Fiacre de Jean Delannoy : Marie Tatin, l'épicière
- 1960 : Monsieur Suzuki de Robert Vernay

## Théâtre
- 1923 : Nocturne basque de Charles Esquier et Paul Desachy, Théâtre des Deux Masques
- 1924 : L'Épreuve du bonheur d'Henri Clerc, Théâtre des Célestins, Théâtre des Arts
- 1926 : La Comédie du bonheur de Nicolas Evreinoff, mise en scène Charles Dullin, Théâtre de l'Atelier
- 1930 : Le Fils de Don Quichotte de Pierre Frondaie, mise en scène Charles Dullin, Théâtre de l'Atelier
- 1933 : Cette nuit là... de Lajos Zilahy, mise en scène Lucien Rozenberg, Théâtre de la Madeleine
- 1934 : Liberté provisoire de Michel Duran, mise en scène Jacques Baumer, Théâtre Saint-Georges
- 1936 : Le Camelot de Roger Vitrac, mise en scène Charles Dullin, Théâtre de l'Atelier
- 1937 : Rêves sans provision de Ronald Gow, mise en scène Alice Cocéa, Comédie des Champs-Élysées
- 1938 : Le Coup de Trafalgar de Roger Vitrac, mise en scène Sylvain Itkine, Théâtre des Ambassadeurs
- 1942 : L'Annonce faite à Marie  de Paul Claudel, Théâtre de l'Œuvre
- 1942 : La Ville morte de Gabriele D'Annunzio, Théâtre de l'Œuvre
- 1945 : L'Agrippa ou la folle journée d'André Barsacq, mise en scène André Barsacq, Théâtre de l'Atelier
- 1946 : L'Amour des trois oranges d'Alexandre Arnoux, mise en scène Gaston Baty, Théâtre Montparnasse
- 1947 : Homard à l'américaine de Robert Vattier et Albert Rieux, Théâtre de l'Œuvre
- 1949 : L'Amant de Bornéo de Roger Ferdinand et José Germain, Théâtre Daunou
- 1951 : Colombe de Jean Anouilh, mise en scène André Barsacq, Théâtre de l'Atelier
- 1952 : Madame Filoumé d'Eduardo De Filippo, mise en scène Jean Darcante, Théâtre de la Renaissance
- 1954 : Le Seigneur de San Gor de Gloria Alcorta, mise en scène Jacques Mauclair et Henri Rollan, Théâtre des Arts
- 1955 : Témoin à charge d'Agatha Christie, mise en scène Pierre Valde, théâtre Édouard VII
- 1956 : L'Œuf de Félicien Marceau, mise en scène André Barsacq, Théâtre de l'Atelier

## Radio
- 1953 : Le Jongleur, fiction radiophonique d'Alexandre Rivemale : Marguerite (voix)